# パーデート郡
座標: 北緯19度30分12秒 東経99度59分36秒 / 北緯19.50333度 東経99.99333度
パーデート郡（パーデートぐん）はタイ北部・チエンラーイ県の郡（アムプー）。

## 名称
パーデートとは「陽光の森」と言う意味である。

## 歴史
パーデートは元々パーン郡の領域であり、深い森に覆われていて、狩人などが訪れるような場所であった。1969年6月1日、パーン郡からタムボン・パーデートが分離し、パーデート分郡（キンアムプー）が形成された。その後1975年8月21日、郡（アムプー）に降格した。

## 地理
市街地はイン川とその支流プン川が形成した台地にあり、郡内の重要な水源もそれらの川である。郡内は東西と北が山で囲まれている。
北西から南東に国道1126号線が通っており、北西にパーン方面、南東にチエンカム方面につながっている。国道1022号線が南に延びておりパヤオ方面と通じている。

## 経済
郡内の主要な産業は農業で、コメ、ロンガン、スイカが生産されている。

## 行政区分
郡は5のタムボンに分かれ、さらにその下位に58の村（ムーバーン）がある。自治体（テーサバーン）があり。以下のようになっている。
- テーサバーンタムボン・パーデート・・・タムボン・パーデートの一部
- テーサバーンタムボン・パーゲ・・・タムボン・パーゲの全体

また郡内には5のタムボン行政体（オンカーンボーリハーンスワンタムボン）がある。なお、地理番号4は欠番である。
1. タムボン・パーデート・・・ตำบลป่าแดด
2. タムボン・パーゲ・・・ตำบลป่าแงะ
3. タムボン・サンマカー・・・ตำบลสันมะค่า

1. タムボン・ローンチャーン・・・ตำบลโรงช้าง
2. タムボン・シーポーグン・・・ตำบลศรีโพธิ์เงิน